# Nadine Ahr
Nadine Ahr (* 1982 in Hannover) ist eine deutsche investigative Journalistin und Autorin.

## Werdegang
Nach ihrem Abitur 2001 an der Sophienschule Hannover studierte Ahr Geschichte, Medien- und Politikwissenschaften an der Universität Hannover. Anschließend ging sie für ein halbes Jahr nach Namibia, wo sie in Windhoek für die Namibian Broadcasting Corporation arbeitete. 2009/2010 absolvierte sie mit einem Stipendium der Süddeutschen Zeitung eine Volontärsausbildung an der Evangelischen Journalistenschule (EJS) in Berlin. Seither schreibt sie als freie Journalistin unter anderem für Printmedien wie Die Zeit, die taz, Die Welt sowie Hörfunksender wie den Bayerischen Rundfunk und das rbb Kulturradio. Seit 2019 fungiert sie als Mentorin an der EJS.
Bei der Wahl zum „Journalist des Jahres 2011“ des Medium Magazins wurde Ahr in der Kategorie „Kulturjournalismus“ auf den sechsten Platz gewählt.
Ihre 2012 erschienene Reportage „Gottes Mühlen“ über den Kriminalfall Lolita Brieger wurde von der Jury des Deutschen Reporterpreises als eine der zwanzig besten Reportagen des Jahres 2012 ausgewählt. Ihre Undercover-Reportage zu Weihnachten 2012 „Maria und Josef in Neukölln“ wurde von der Vor-Jury des Henri Nannen Preises unter die Top-10-Reportagen des Jahres gelistet. Auch Ahrs 2018 erschienener Artikel „Anton fiel auf den Kopf. Er musste in die Klinik“ wurde von der Vor-Jury des Nannen Preises unter die Top-10-Dokumentationen des Jahres gewählt. Gleichzeitig wurden ihre zusammen mit einer Journalistengruppe der Zeit im Zuge der #MeToo-Debatte durchgeführten Recherchen über die Vorwürfe sexueller Übergriffe gegen Dieter Wedel mit in die Short-List des Nannen Preises der Kategorie „Investigation“ aufgenommen, die Artikel wurden mit dem Deutschen Reporterpreis und dem Leuchtturm-Preis ausgezeichnet.
Ahrs 2011 erschienene und mehrfach ausgezeichnete Reportage „Das Versprechen“ basiert auf persönlichen Eindrücken, wie ihre eigenen Großeltern mit der Demenz der Großmutter zurechtkamen. 2013 verarbeitete sie das Thema zu einem Buch, das Anja Maier als „glasklare und tieftraurige“ Erzählung davon wahrnahm, „wie aus einem Paar verzweifelte Gegner werden. Und Verlierer, beide. Und wie sie das als Enkeltochter erlebt und dabei erkennt, dass sie nichts tun kann, außer da zu sein, wenn diese beiden Erwachsenen ihre Liebe zu einem Ende bringen.“
2018 recherchierte Ahr zusammen mit Christiane Hawranek, wie in Deutschland ledige schwangere Frauen noch bis zu Beginn der 1980er Jahre als „gefallene Mädchen“ in sogenannten Entbindungsheimen versteckt wurden und nach der Entbindung ohne Kontrolle durch das Jugendamt teilweise unter Zwang Adoptionen der Neugeborenen erfolgten. Dieser sowohl in Die Zeit wie auch im Hörfunk auf Bayern 2 publizierte Beitrag zählte aus Sicht der Jury des Deutschen Radiopreises 2019 in der Kategorie „Beste Reportage“ zu den drei herausragenden Beiträgen.

## Bücher
- Nadine Ahr: Das Versprechen. Droemer, München November 2013, ISBN 978-3-426-27596-2.
- Nadine Ahr: Es bleiben zwei Koffer. In: Friederike von Kirchbach: Heute war es schön: ein Lesebuch über Demenz. Wichern-Verlag, Berlin 2011, ISBN 978-3-88981-314-5, S. 33–42.

## Auszeichnungen
- für die Artikel „Im Zwielicht“[16] und „Der Schattenmann“ (2018)[17] über die Vorwürfe sexueller Übergriffe gegen Dieter Wedel
  - Deutscher Reporterpreis in der Kategorie „Investigation“[11]
  - Leuchtturm-Preis[12]
- für den Artikel „Die gefallenen Mädchen“ (2018)[18] und ihre Berichterstattung im Hörfunk[19]
  - Robert-Geisendörfer-Preis[20]
  - Karl-Buchrucker-Preis[21]
  - Dr.-Georg-Schreiber-Medienpreis[22]
- für den Artikel „Das Ende der Dunkelheit“[23]
  - Medienpreis – Medizin Mensch Technik von medtronic und Charité[24]
- für den Artikel „Die gespendeten Kinder“ (2014)[25]
  - Medienpreis – Medizin Mensch Technik von medtronic und Charité[26]
- für den Artikel „Eine Überdosis Risiko“ (2014)[27] und ihre Berichterstattung im Hörfunk[28]
  - Dr.-Georg-Schreiber-Medienpreis[29]
  - Deutscher Journalistenpreis Neurologie der DGN[30]
- für den Artikel „Das Versprechen“ (2011)[31] und ihre Berichterstattung im Hörfunk „Demenz in der Ehe – wenn die Liebe sich nicht mehr erinnert“[32]
  - Deutscher Reporterpreis in der Kategorie „Beste freie Reportage“[2]
  - Alexander-Rhomberg-Preis[33]
  - Journalistenpreis „Demenz“ der Diakonie Neuendettelsau[34]